# Olympic Airlines
Olympic Airlines (греч. Ολυμπιακές Αερογραμμές) — бывшая крупнейшая и национальная авиакомпания Греции, прекратившая своё существование в 2009 году в результате приватизации и дальнейшей реорганизации в Olympic Air. До 2003 года авиакомпания носила название Olympic Airways. Базовым аэропортом являлся афинский международный аэропорт Элефтериос Венизелос.
На конец 2007 года персонал авиакомпании составлял 8,500 человек. Штаб-квартира компании была расположена в Афинах.

## История
Греческая национальная авиакомпания Olympic Airways была создана 6 апреля 1957 года при участии миллиардера Аристотеля Онассиса. В 2003 году компания была реорганизована и получила новое имя — Olympic Airlines. Несмотря на рост перевозок (до 5 977 104 пассажиров в 2007 году), компания испытывала финансовые трудности, и 6 марта 2009 года правительство приняло решение о приватизации компании.
29 сентября 2009 года Olympic Airlines прекратила полеты, а уже 1 октября новая авиакомпания Olympic Air, унаследовавшая логотип, имущество и значительную часть маршрутной сети прежней компании, совершила первый полет по маршруту Афины — Салоники.
Создана дочерняя авиакомпания Macedonian Airlines, которая будет базироваться в аэропорту Македония города Салоники.

## Маршрутная сеть
Главными узловыми аэропортами Olympic Airlines были: афинский аэропорт Элефтериос Венизелос, международный аэропорт Никос Казандзакис в Ираклионе, международный аэропорт Диагорас в Родосе и международный аэропорт Македония в Салониках. На 2009 год общее количество пунктов назначения авиакомпании составляло около 60 городов.